# Phyllagathis tetrandra
Phyllagathis tetrandra là một loài thực vật có hoa trong họ Mua. Loài này được Diels miêu tả khoa học đầu tiên năm 1933.